# Gunnar Valkare
Carl Gunnar Valkare, född 25 april 1943 i Norrköping, död 9 november 2019, var en svensk tonsättare, musiker, dirigent, pedagog och musikforskare.. 
Valkare studerade vid Kungliga Musikhögskolan i Stockholm 1963–1969; orgelspel för Alf Linder, piano för Stina Sundell, komposition för Ingvar Lidholm och dirigering för Siegfried Naumann. Valkare debuterade som komponist 1965 men efter en schism med Kungliga Operan i Stockholm om kammaroperan Operan, som han skrivit tillsammans med studiekamraten Bengt Ernryd, gjorde Valkare en längre studieresa i Östafrika 1969. Han övergav därvid den västerländska konstmusiktraditionen och inriktade sitt arbete på icke noterad, improviserad musik med afrikanska inslag och på afrikanskt inspirerade instrument. Ur detta föddes gruppen Nävgröt, som var verksam mellan 1974 och 1985. Gruppen turnerade mest inom Sverige men också på till exempel Island. Den gjorde en skivinspelning 1979 på märket MNW och en serie barnteveprogram (Kalebassen) 1982. 
Redan på 1970-talet inledde Valkare systematisk forskning i musikantropologi och musikfilosofi, vilket ledde till en doktorsexamen i musikvetenskap 1996 och avhandlingen Det audiografiska fältet. Om musikens förhållande till skriften och den unge Bo Nilssons strategier. Vid 1980-talets slut återupptog Valkare sitt komponerande inom den traditionella konstmusiken. 2012 publicerade Valkare en biografi över tonsättaren Bo Nilsson och 2016 "Varifrån kommer musiken?"som är en populärvetenskaplig sammanfattning av hans forskning och musikfilosofiska tänkande.  
År 1989 tilldelades orkesterverket Kinéma 1:a pris i den skandinaviska kompositionstävling som utlystes i samband med "Scandinavian Music Fair" i Göteborg. Bland senare verk kan nämnas pianokonserten Avventura, oboekonserten Storia, stråkkvartetten Febbre, "Cammino" (konsert för flöjt, basklarinett och orkester) och flöjtkonserten "Sous les arbres".
Valkare undervisade vid Kungliga Musikhögskolan i Stockholm och vid Musikhögskolan i Piteå och var före sin död professor emeritus.

## Priser och utmärkelser
- 2006 – Atterbergpriset
- 2013 – Tonsättarpriset till Bo Wallners minne